# Arraya de Oca
Arraya de Oca és un municipi de la província de Burgos a la comunitat autònoma de Castella i Lleó. Forma part de la comarca de Montes de Oca. Limita al nord i est amb Cerratón de Juarros, al sud amb Villafranca Montes de Oca i a l'oest amb Villaescusa la Sombría.

## Demografia
| 1991 |  | 1996 |  | 2001 |  | 2004 |
| ---- |  | ---- |  | ---- |  | ---- |
| 55   |  | 53   |  | 59   |  | 53   |